# Groupe Aoste
Pour les articles homonymes, voir Aoste (homonymie).
Aoste est la marque commerciale de la société Campofrío Food Group à la tête d'un ensemble d'entreprises de l'industrie agroalimentaire française, fondée en 1976 à Aoste en Isère et spécialisée dans la transformation de carcasses de porcs en charcuterie.
Son siège est à Saint-Priest dans la banlieue lyonnaise.
Le capital de celle ci est détenu par le groupe espagnol Campofrío Food Group, lui-même détenu depuis 2013 par le mexicain Sigma Alimentos, division du groupe Alfa.
Elle possède les marques Aoste, Justin Bridou, Cochonou, Calixte, et César Moroni.

## Chronologie historique
- 1976, création de l'entreprise Aoste par Roger Reybier à Aoste dans l'Isère
- 1978, création de la marque Justin Bridou[3]
- 1981, construction d'une usine de transformation Justin Bridou à Maclas
- 1983, lancement de la marque Bâton de Berger identifiant un saucisson de forme rectiligne
- 1985, premier film publicitaire, Le palais vénitien
- 1986, lancement de la gamme Aoste Grandes Tranches et reprise du site ABC à Saint-Chamond
- 1987, reprise de l'usine ABC de Peyrolles-en-Provence et de celle d'Al Ponte en Italie
- 1992, lancement des produits tranchés fins : Âge d’or Fines et Fondantes
- 1993, rachat au groupe Fleury Michon (ex Olida) des marques Cochonou et Calixte, ainsi que des unités de fabrication de Vernoux-en-Vivarais, de Boffres et de Saint-Symphorien-sur-Coise (anciennement saucissons Loste)
- 1994, le frais emballé Aoste arrive en magasins
- 1996, Aoste devient la propriété de Sara Lee [4]
- 1997, deuxième film publicitaire, La fête baroque
- 1998, naissance des Feuilletines, « jambon extra fin pour l’apéritif »
- 2002, lancement du jambon entier Aoste aux morilles
- 2003, arrivée des premiers emballages circulaires
- 2004, nouvelle présentation graphique de la gamme Aoste Grandes Tranches
- 2005, troisième film publicitaire, Le temps
- 2006, Aoste est rachetée par Smithfield Foods[5], et regroupe toutes ses activités françaises sous le nom de Groupe Aoste. La marque Jean Caby, acquise en 2004, ainsi que quatre sites de transformation implantés à Saint-André-lez-Lille, Lampaul-Guimiliau (ex-SBS), Ergué-Gabéric (ex-Jean D'Erquet) et Saint-Priest-en-Jarez (ex-Imperator) viennent s'ajouter à ce que possédait Aoste. Cette même année, Aoste devient le partenaire officiel du Tour de France à la voile, et l'usine de Saint-Chamond ferme ses portes[6].
- 2008, le groupe Aoste est intégré au groupe Campofrío Food Group, né en 2008 de la fusion entre Campofrío Alimentación SA et de la division européenne de Smithfield[7],[8],[9].  À l'issue de l'opération, Smithfield est minoritaire dans le nouvel ensemble, premier charcutier industriel européen, mais annonce en 2011 sa volonté de se porter acquéreur de la quasi-totalité du capital de Campofrio Food Group[10]. L'usine de transformation de Peyrolles-en-Provence (ABC Industries) est cédée à l'entreprise familiale Catraiteur Salaison [11].
- 2009, fermeture de l'usine de Saint-Priest-en-Jarez[12]. Lancement d'une gamme sous la marque Aoste Sélection
- 2010, quatrième film publicitaire, Savourez chaque jour, reprise du transformateur en chorizo César Moroni et de son usine d'Albi.
- 2012, annonce de la fermeture de l'usine de Boffres[13].
- 2013, le fonds d'investissement chinois Shuanghui International Holdings devient propriétaire des marques de charcuterie : Aoste, Justin Bridou et Cochonou[14].
- En 2020, l’autorité de la concurrence condamne l'entreprise à une amende de 892 000 euros en conclusion de l'affaire du cartel du jambon, une entente sur le marché de la charcuterie industrielle[15].

## Organisation
Le groupe réalise 83 % de son chiffre d'affaires dans la grande distribution, 9 % dans la restauration B to B et 8 % à l'export[pas clair]. Il a pour concurrents en France Fleury Michon, Cooperl et les marques de distributeurs, approvisionnées par le Groupe CECAB, Terrena ou Unicopa.
Le groupe possède six sites de transformation industriels en France.

## Projet échoué
En 2003, l'Institut national de la propriété industrielle rejette la demande du Groupe Aoste pour l'enregistrement de son projet de marque « Aoste excellence » au motif que cette identification commerciale porterait confusion auprès des acheteurs avec l'appellation d'origine Vallée d'Aoste Jambon de Bosses, l'appellation pour une production/transformation agricole ancienne, réputée et préservée au sein de l'Union européenne.

## Controverse
En janvier 2015, une publicité pour un jambon de cette entreprise tournant en dérision les végétariens est violemment attaquée dans les réseaux sociaux, poussant le groupe à présenter des excuses.